# Profit économique
Pour les articles homonymes, voir Profit (homonymie).
 (septembre 2022).
Si vous disposez d'ouvrages ou d'articles de référence ou si vous connaissez des sites web de qualité traitant du thème abordé ici, merci de compléter l'article en donnant les références utiles à sa vérifiabilité et en les liant à la section « Notes et références ».
Un profit économique correspond à un profit (dit aussi super-profit) auquel sont soustraits les coûts d'opportunité (aussi appelé coûts de renonciation). Il est à différencier du profit comptable.

## Utilisation
Le profit est un indicateur de ce que l'affaire rapporte ; le profit économique est un indicateur de ce qu'elle rapporte par comparaison à l'ensemble des autres affaires du même secteur d'activité.
Le profit économique est toujours inférieur au profit comptable ; il peut être négatif alors que le profit comptable est positif : cela signifie que les moyens investis seraient mieux utilisés dans une autre affaire.
Le fait que le profit économique dépende des coûts d'opportunité le fait varier selon les circonstances ; une affaire qui procure des profits élevés, mais qui utilise des ressources aux coûts d'opportunités élevés, peut rapporter moins de profit économique qu'une affaire aux profits moindres mais aux coûts d'opportunités plus faibles.
C'est le profit économique, et non le profit comptable, qui oriente l'utilisation des ressources économiques : les agents économiques auront tendance à quitter les secteurs dans lesquels le profit économique est négatif (alors même que le profit peut y être positif) pour se diriger vers les secteurs où il est positif. À l'équilibre (s'il pouvait être atteint), les profits économiques seraient tous nuls, et les profits comptables égaux aux coûts d'opportunités.
C'est pour cela que dans la théorie classique, les profits économiques sont nuls à long terme en concurrence pure et parfaite mais également en concurrence monopolistique car on parle en termes relatifs, c’est-à-dire en termes de profits économiques et non comptables.
Une concurrence forte réduit le profit économique : les concurrents ont la possibilité d'accroitre leurs gains en réduisant leur profit économique (tout en gardant un profit positif).
Inversement, une concurrence faible permet de conserver un profit économique non nul : on parle alors de « surprofit ».

## Surprofit
On dit qu'il y a surprofit lorsque le profit économique est positif. Le surprofit n'est pas optimal au sens de Pareto (cf. théorie de l'équilibre général), parce que les consommateurs payent trop chers les biens qu'ils achètent, et en conséquence consomment moins.
Les cas classiques de surprofit résultent de monopole ou d'oligopole. Dans certains cas, il y a aussi surprofit lors d'asymétrie d'information, et plus généralement lorsque la concurrence fonctionne imparfaitement.

## Profit marginal
Le profit marginal représente le profit délivré par la dernière unité produite. Il est le résultat de la différence entre le coût marginal des facteurs de production et la recette marginale qu'occasionne la vente de cette dernière unité.